# DNAJA2
DNAJA2 (англ. DnaJ heat shock protein family (Hsp40) member A2) – білок, який кодується однойменним геном, розташованим у людей на короткому плечі 16-ї хромосоми. Довжина поліпептидного ланцюга білка становить 412 амінокислот, а молекулярна маса — 45 746.
| 10         |  | 20         |  | 30         |  | 40         |  | 50         |
| ---------- |  | ---------- |  | ---------- |  | ---------- |  | ---------- |
| MANVADTKLY |  | DILGVPPGAS |  | ENELKKAYRK |  | LAKEYHPDKN |  | PNAGDKFKEI |
| SFAYEVLSNP |  | EKRELYDRYG |  | EQGLREGSGG |  | GGGMDDIFSH |  | IFGGGLFGFM |
| GNQSRSRNGR |  | RRGEDMMHPL |  | KVSLEDLYNG |  | KTTKLQLSKN |  | VLCSACSGQG |
| GKSGAVQKCS |  | ACRGRGVRIM |  | IRQLAPGMVQ |  | QMQSVCSDCN |  | GEGEVINEKD |
| RCKKCEGKKV |  | IKEVKILEVH |  | VDKGMKHGQR |  | ITFTGEADQA |  | PGVEPGDIVL |
| LLQEKEHEVF |  | QRDGNDLHMT |  | YKIGLVEALC |  | GFQFTFKHLD |  | GRQIVVKYPP |
| GKVIEPGCVR |  | VVRGEGMPQY |  | RNPFEKGDLY |  | IKFDVQFPEN |  | NWINPDKLSE |
| LEDLLPSRPE |  | VPNIIGETEE |  | VELQEFDSTR |  | GSGGGQRREA |  | YNDSSDEESS |
| SHHGPGVQCA |  | HQ         |  |            |  |            |  |            |

A: Аланін

C: Цистеїн

D: Аспарагінова кислота

E: Глутамінова кислота

F: Фенілаланін

G: Гліцин

H: Гістидин

I: Ізолейцин

K: Лізин

L: Лейцин

M: Метіонін

N: Аспарагін

P: Пролін

Q: Глутамін

R: Аргінін

S: Серин

T: Треонін

V: Валін

W: Триптофан

Кодований геном білок за функціями належить до шаперонів, фосфопротеїнів. 
Задіяний у такому біологічному процесі, як ацетилювання. 
Білок має сайт для зв'язування з іонами металів, іоном цинку. 
Локалізований у мембрані.